# 林鍾
林鍾（1489年—1540年），字大和，號硯山，廣東肇庆府高要縣人，民籍。明朝政治人物。

## 生平
治《書經》，正德十四年（1519年）己卯科廣東鄉試第十四名舉人，年三十二歲中式嘉靖二年（1523年）癸未科會試第三百三名，第三甲第二百四名進士。授西安知县，以绩最擢南刑部浙江司主事，迁南户部广西司员外郎，又晋南刑部广西司郎中，转户部陕西司郎中，专理三边大同军饷，寻奔太宜人丧。服阕，复补户部云南司郎中。嘉靖十七年（1538年）四月升任安庆府知府。十九年庚子九月二十有八日卒于官，享年五十二。

## 家族
曾祖林禘。祖父林道缘，府经历。父林高，汀州府照磨。前母蘇氏，母唐氏。慈侍下。兄宗善、弟镗。